# آزمون کولموگروف–اسمیرنف

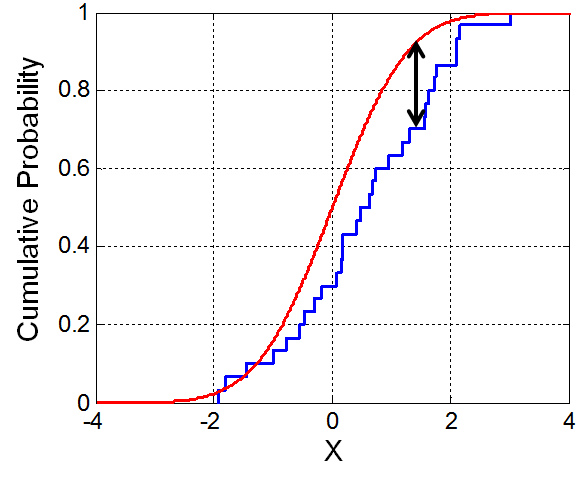
Illustration of the Kolmogorov–Smirnov statistic. The red line is a model تابع توزیع تجمعی, the blue line is an توزیع نمونه‌ای, and the black arrow is the K–S statistic.

آزمون کولموگروف–اسمیرنف (به انگلیسی: Kolmogorov–Smirnov test) یا (به انگلیسی: test K–S) از نوع آزمون‌های آماری ناپارامتری است.

## کاربرد آزمون کولموگوروف - اسمیرنف
در انتخاب یک آزمون آماری برای تحقیق، باید تصمیم بگیریم که آیا از آزمون‌های پارامتریک استفاده کنیم یا آزمون‌های غیرپارامتریک. یکی از اصلی‌ترین ملاک‌ها برای این انتخاب، انجام آزمون کولموگروف-اسمیرنوف است.
آزمون کولموگروف-اسمیرنوف، نرمال نبودن توزیع داده‌ها را نشان می‌دهد. یعنی اینکه توزیع یک صفت در یک نمونه را (مثلا سن در بین ۱۰۰ نفر نمونه پرستاران) با توزیعی که برای جامعه، مفروض است (برای مثال سن تمام پرستاران) مقایسه می‌کند. اگر تست کولموگروف- اسمیرنوف رد شود، داده‌ها دارای توزیع نرمال می‌باشند، و امکان استفاده از آزمون‌های آماری پارمتریک برای تحقیق، وجود دارد.
بالعکس، اگر تست کولموگروف-اسمیرنوف تأیید شود، یعنی داده‌ها دارای توزیع نرمال نیستند، بنابراین باید از آزمون‌های ناپارمتریک در تحقیق استفاده کنیم.
نکته مهم: در نرم‌افزار spss، در صفحه نتیجه آزمون کولموگروف – اسمیرنوف، اگر این آزمون در سطح احتمال 95 درصد (یعنی p کوچک‌تر از ۵ صدم بود) و در سطح احتمال 99 درصد (یعنی p کوچک‌تر از 1 صدم بود) معنی دار بود، به معنی این است که توزیع داده‌ها، نرمال نیست و می‌توان از آزمون‌های ناپارمتریک استفاده کنیم، و بالعکس.
چون تأیید شدن این آزمون، نشانه ناپارامتریک بودن داده‌ها است.

## آزمون اسمیرنف یک نمونه‌ای
آزمون اسمیرانف یک نمونه‌ای و برای ارزیابی همقوارگی متغیرهای رتبه‌ای در دو نمونه (مستقل یا غیر مستقل) یا همقوارگی توزیع یک نمونه با توزیعی که برای جامعه فرض شده‌است، به کار می‌رود.
این آزمون در مواردی به کار می‌رود که متغیرها رتبه‌ای باشند و توزیع متغیر رتبه‌ای را در جامعه بتوان مشخص نمود. این آزمون از طریق مقایسه توزیع فراوانی‌های نسبی مشاهده شده در نمونه با توزیع فراوانی‌های نسبی جامعه انجام می‌گیرد.

## خصوصیات
این آزمون ناپارامتری است و بدون توزیع است اما باید توزیع متغیر در جامعه برای هر یک از رتبه‌های مقیاس رتبه‌ای در جامعه به‌طور نسبی در نظر گرفته شود که آن را نسبت مورد انتظار می‌نامند.

## آزمون کولموگروف- اسمیرنف دو نمونه‌ای
آزمون کولموگروف- اسمیرنف دو نمونه‌ای (به انگلیسی: Two- Sample Kolmogorov-Smirnov Test) در مواقعی به کار می‌رود که دو نمونه داشته باشیم (با شرایط مربوط به این آزمون که قبلاً گفته شد) و بخواهیم همقوارگی بین آن دو نمونه را با هم مقایسه کنیم.